# Binovce, Surdulica
Binovce (izvirno srbsko Биновце) je naselje v Srbiji, ki upravno spada pod Občino Surdulica; slednja pa je del Pčinjskega upravnega okraja.

## Demografija
V naselju, katerega izvirno (srbsko-cirilično) ime je Биновце, živi 405 polnoletnih prebivalcev, pri čemer je njihova povprečna starost 35,5 let (34,7 pri moških in 36,2 pri ženskah). Naselje ima 148 gospodinjstev, pri čemer je povprečno število članov na gospodinjstvo 3,74.
Prebivalstvo je večinoma nehomogeno, a v času zadnjih treh popisov je opazno zmanjšanje števila prebivalcev.
|  |

| Demografija | Demografija     | Demografija     |
| Leto        | Št. prebivalcev | Št. prebivalcev |
| ----------- | --------------- | --------------- |
|             |                 |                 |
|             |                 |                 |
|             |                 |                 |
|             |                 |                 |
| 1948        | 598             |                 |
| 1953        | 627             |                 |
| 1961        | 673             |                 |
| 1971        | 690             |                 |
| 1981        | 646             |                 |
| 1991        | 603             | 603             |
| 2002        | 570             | 553             |
|             |                 |                 |

| Etnična sestava po popisu iz leta 2002 | Etnična sestava po popisu iz leta 2002 | Etnična sestava po popisu iz leta 2002 | Etnična sestava po popisu iz leta 2002 | Etnična sestava po popisu iz leta 2002 |
| -------------------------------------- | -------------------------------------- | -------------------------------------- | -------------------------------------- | -------------------------------------- |
| Srbi                                   | Srbi                                   |                                        | 274                                    | 49,54%                                 |
| Romi                                   | Romi                                   |                                        | 267                                    | 48,28%                                 |
| Makedonci                              | Makedonci                              |                                        | 1                                      | 0,18%                                  |
| Neznano                                | Neznano                                |                                        | 1                                      | 0,18%                                  |